# P-3AEW&C藍色哨兵式空中預警暨管制機
P-3AEW&C Blue Sentinel是由洛克希德公司以P-3B獵戶座海上巡邏機為基礎改裝而來的空中預警機和海上巡邏機。美國國土安全部（DHS）現有8架，主要用於打擊毒品走私和國土安全巡邏。

## 發展歷程
1988年6月77日，美國海關及邊境署（U.S. Customs and Border Protection，CBP，現已併入美國國土安全部）接收第一架洛克希德公司移交的P-3AEW&C空中預警管制機，該機被命名為藍色哨兵（Blue Sentinel），同年7月正式服役。

## 感測系統
本機裝置一組奇異公司（General Electric）AN/APS-125超高頻雷達（與E-2鷹眼（Hawkeye）式空中預警機使用者相同），偵測範圍直徑達350公里。搭配新開發的雷達信號處理處理軟體，可以掌握2,000個雷達追蹤航跡及1,200個敵友識別追蹤航跡，分辨絕對或相關追蹤點的位置、繪出各點航程週期、計算出攔截的方向及位置，透過通訊系統指揮其他單位進行攔截。
運算單元採用AN/AYK-14軍用電腦，內含漢威聯合公司（Honeywell）1601M陣列高速處理機（Array Processor）。終端輸出部分配有2具桑德斯（Sanders）公司的Mingraphics終端機組，每具終端機均有1個彩色觸摸式螢幕、1個鍵盤及1個控制球，無論用手觸或搖桿操作，都可以直接進行指令下達。
其次，P-3AEW&C還配備1具賀塞亭公司（Hazeltine）AN/TPX-54敵友識別異頻雷達收發機（IFF Transponder Interrogator）。通訊裝備包括2具AN/ARC-182 VHF／UHF無線電及2具Wulfsberg VHF／UHF／FM無線電。

## 外銷
洛克希德公司曾在1988年5月遊說澳洲皇家空軍，採購4架全新機體的P-3AEW&C，與服役中的P-3獵戶式巡邏機共用相同的後勤支援系統，並作為澳洲北部海岸緝私及指揮管制F/A-18戰鬥機作戰。
也有部分飛機銷往加拿大，由加拿大航空司令部管轄，但是從事海上的偵察任務。

## 參看
- P-3獵戶座海上巡邏機
- EP-3偵察機

## 外部連結
- P-3系列衍生型簡介（页面存档备份，存于）
- P-3AEW&C衛星照片
- P-3AEW&C照片（页面存档备份，存于）